# 1761
Het jaar 1761 is het 61e jaar in de 18e eeuw volgens de christelijke jaartelling.

## Gebeurtenissen
januari
- 7 - De Maratha's worden verslagen in de 3de slag bij Panipat.
- 7 - De Deense expeditie naar Arabië vertrekt met de HMS Grønland uit Kopenhagen.

mei
- 15 - Petrus Albertus van der Parra wordt na het overlijden van gouverneur-generaal Jacob Mossel, als "eerste raad van Indië" tot diens opvolger benoemd.

september
- 1 De vijfjarige Wolfgang Amadeus Mozart geeft op de universiteit van Salzburg zijn eerste openbare optreden.

8 De nieuwe Britse koning George III treedt in de Koninklijke Kapel van het St. James's Palace in het huwelijk met hertogin Charlotte van Mecklenburg-Strelitz.
zonder datum
- Het Bridgewater Canal brengt aanzienlijke verbetering in de aanvoer van steenkool voor de jonge Engelse industrie.
- In Engeland valt de regering van William Pitt de Oudere.
- In Lyon start de eerste opleiding in de diergeneeskunde ter wereld.
- In Yucatán leidt Jacinto Canek een opstand tegen het Spaanse gezag, maar hij wordt verslagen en gedood.
- Begin van de bouw van 's Lands Hospitaal in Paramaribo.

## Muziek
- Joseph Haydn componeert zijn Symfonie nr. 7, Le Midi
- Antoine Dauvergne componeert Hercule mourant
- Carl Friedrich Abel componeert 6 Sinfonias, Opus 1

## Bouwkunst

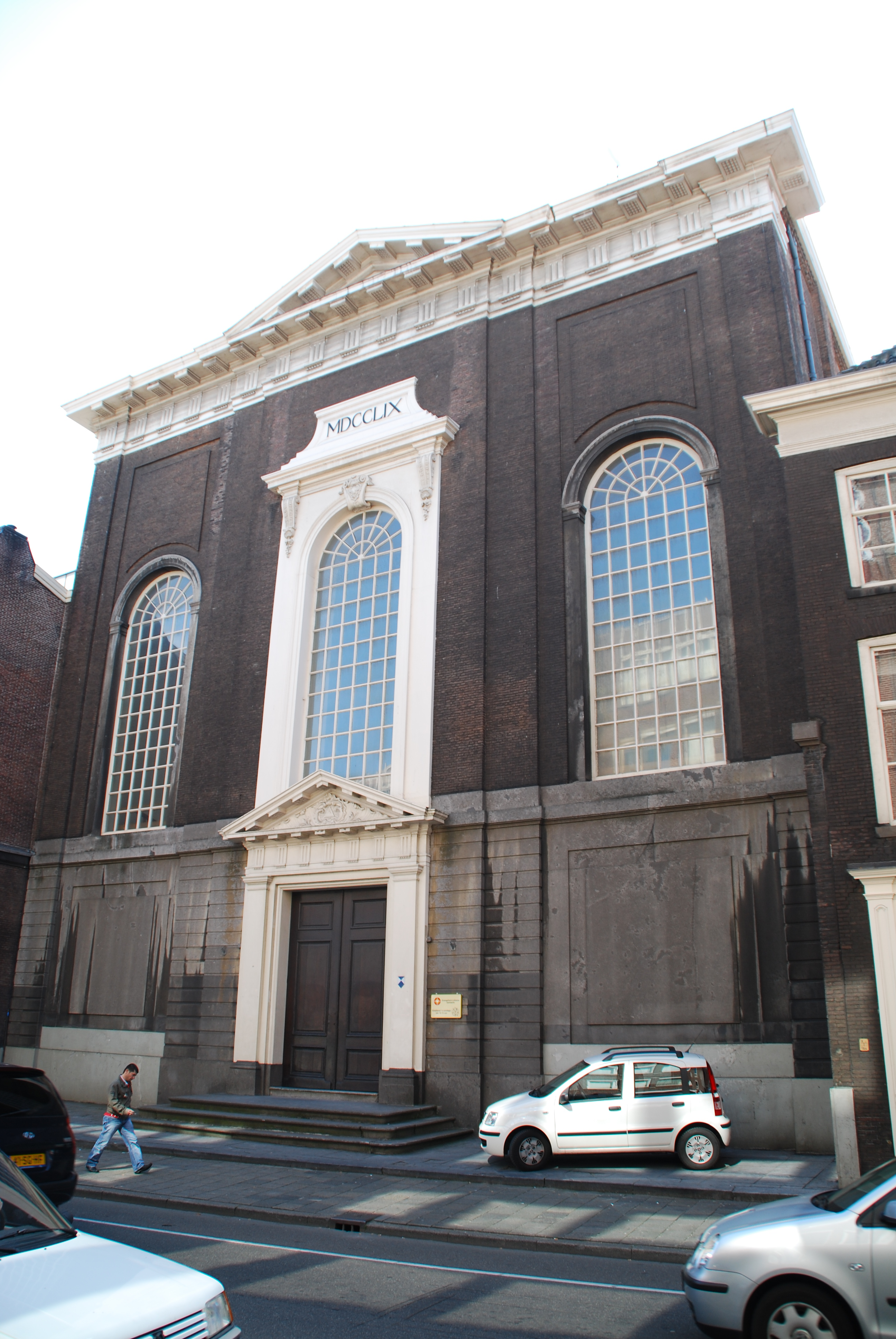
Lutherse kerk, Den Haag (Pieter de Swart)
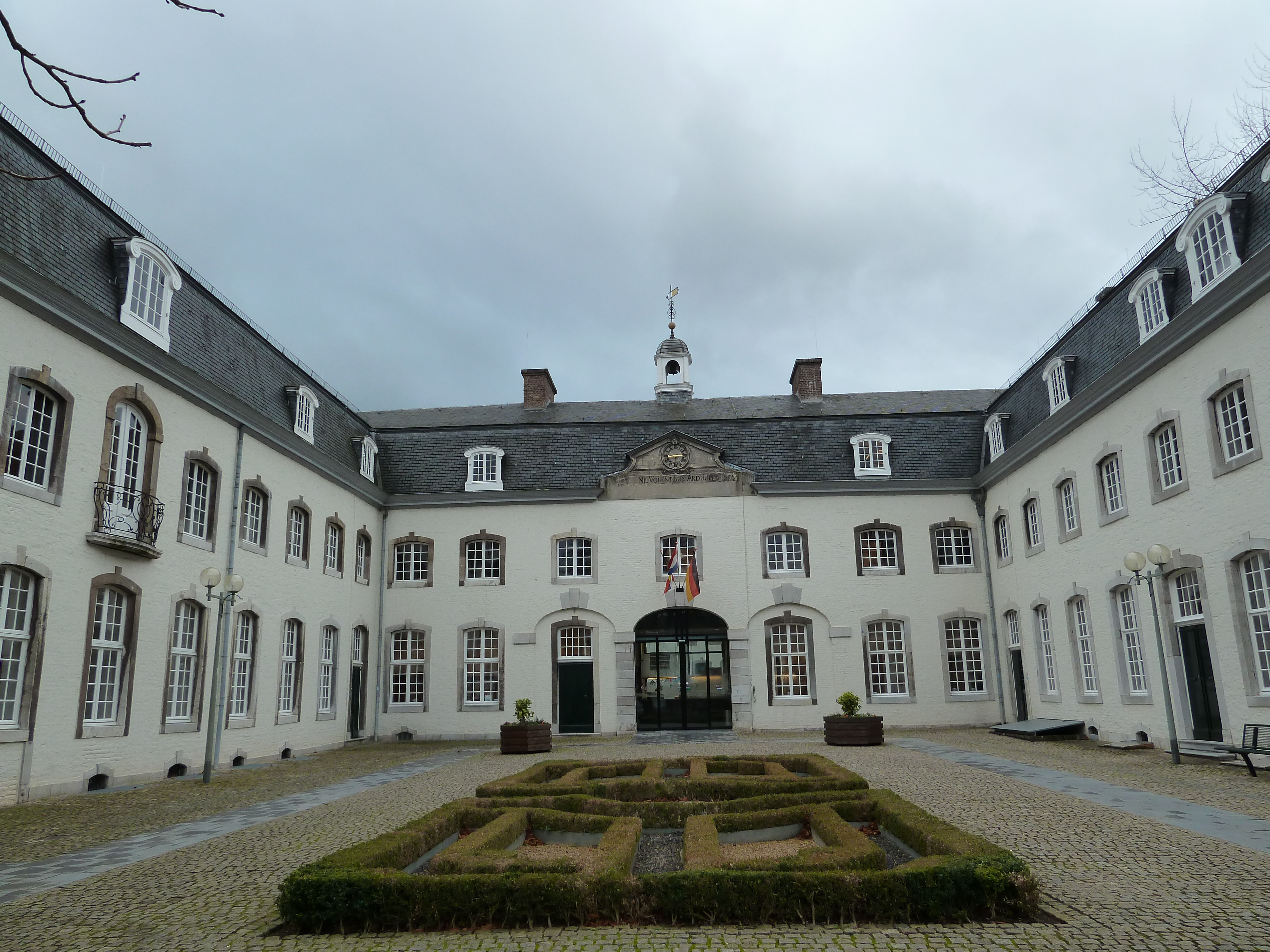
Von Clermonthuis, Vaals (Joseph Moretti)
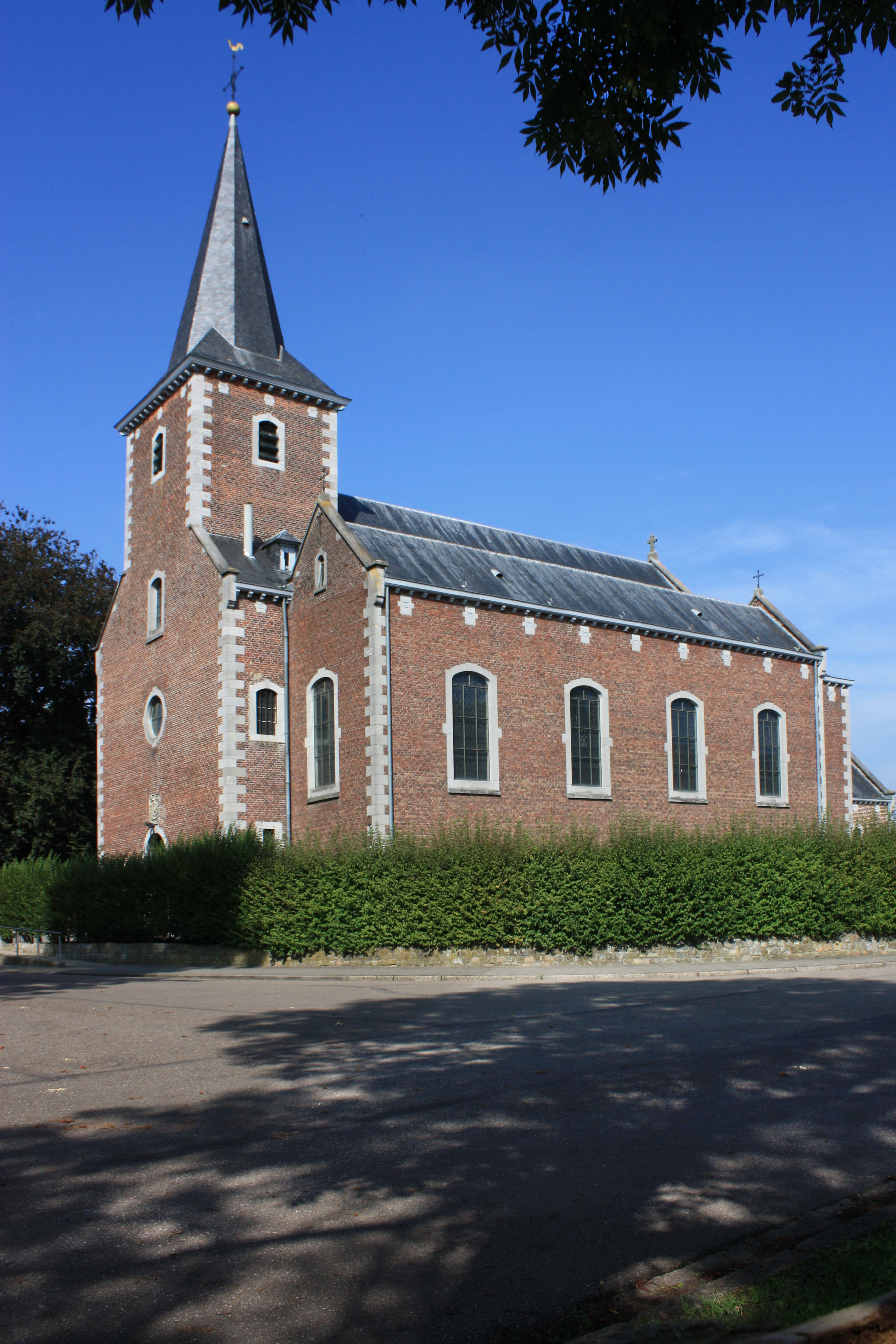
Salvator Mundikerk, Melveren

## Geboren
september
- 6 - Marie-Gabrielle Capet, Frans schilderes (overleden 1818)

oktober
- 31 - Rutger Jan Schimmelpenninck, Nederlands jurist, ambassadeur en politicus (raadpensionaris) (overleden 1825)

november
- 20 - Pius VIII, Italiaans paus (overleden 1830)

december
- 7 - Marie Tussaud, wassenbeeldenartieste (overleden 1850)
- 11 - Gian Domenico Romagnosi, Italiaans filosoof, econoom en jurist (overleden 1835)

## Overleden
januari
- 4 - Stephen Hales (73), Engels fysioloog, chemicus, botanicus en uitvinder

april
- 17 - Thomas Bayes (ca. 59), Brits theoloog en wiskundige (een van de grondleggers van de statistiek)

september
- 17 - Georg Matthias Bose (50), Duits natuurkundige
- 19 - Pieter van Musschenbroeck (69), Nederlands medicus, astronoom, wis- en natuurkundige